# Église Saint-Louis de Cambrai
L'église Saint-Louis est une église catholique de la ville de Cambrai, dans le département du Nord. Elle appartient à l'archidiocèse de Cambrai et dépend du doyenné de Cambrai. Cette église est consacrée à saint Louis, roi de France.

## Histoire
Une première église dédiée à saint Jacques est construite en 1599 dans la Citadelle de Cambrai. Rebaptisée Saint Louis après la prise de la ville par Louis XIV en 1677, elle fut desservie par les récollets jusqu'en 1719 et démolie en 1842. Une deuxième église, réalisée par Laurent Fortier, est bâtie en style romano-byzantin par souscription à l'initiative du chanoine Cloche et terminée en 1909. Elle est détruite par trois bombes américaines le 10 mai 1944. Le culte continue dans la crypte, puis dans une chapelle provisoire après la guerre.
L'église actuelle est consacrée le 17 avril 1955 par Mgr Guerry. Les grandes orgues sont bénies en 1963. Aujourd'hui église-relais, Saint-Louis fait partie de la paroisse Notre-Dame-de-Grâce de Cambrai. La messe dominicale y est célébrée les dimanches des mois pairs en alternance avec l'église de l'Immaculée-Conception (dimanches des mois impairs).

## Description
L'église de briques est bâtie en forme de vaisseau renversé avec des voûtes sans colonnes. L'intérieur n'a pas de bas-côtés. Un dais surplombe le nouvel autel face au peuple. Un crucifix de saint François d'Assise est placé sur le mur du fond.
La fresque peinte par Émile Flamand qui s'y trouvait a été masquée en 1972, car jugée trop explicite. Elle représentait Jésus en agonie sur la Croix avec sa Mère l'embrassant et saint Louis en croisé agenouillé à droite offrant son épée au Seigneur, sa couronne posée au pied de la Croix. La Vierge les bras ouverts protège de la main droite un jeune chrétien agenouillé à gauche, et  de la main gauche, saint Louis.
Un clocher coiffé d'ardoises se trouve à gauche de la façade de l'église qui est éclairée d'une triple verrière.